# Martinho Lammers
Dom Frei Martinho Lammers (Nienborg, 22 de dezembro de 1939) é um bispo católico alemão e prelado-emérito de Óbidos.
Lammers foi ordenado padre em 22 de julho de 1967 e nomeado prelado de Óbidos em 19 de julho de 1976. Nomeado bispo em 2 de agosto de 1979, foi ordenado em 4 de outubro de 1979, através de Dom Alberto Gaudêncio Ramos, Arcebispo de Belém do Pará. Os principais co-consagradores foram D. Tiago Miguel Ryan, OFM, prelado de Santarém, e D. Arcângelo Cerqua, prelado de Parintins.
Foi principal co-consagrador de D. José Haring, OFM (2000) e D. Bernardo Johannes Bahlmann, OFM (2009). Dom Frei Martinho Lammers renunciou ao munus episcopal em 28 de janeiro de 2009.
Após a renúncia, foi transferido para Arquidiocese de Fortaleza e atua na Paróquia São Francisco das Chagas, em Canindé. Integra a Fraternidade de Santo Antônio de Canindé.